# Gulabatli
Gulabatli est un village de la région de Tərtər en Azerbaïdjan.

## Population
Selon les statistiques de 2009, la population du village est de 371 personnes.

## Géographie
Le village de Gulabatli de la région de Tərtər est situé dans la circonscription administrative du village de Sandjali.

## Économie
La principale occupation de la population du village de Gulabatli est l'élevage et l'agriculture.